# 1808
1808 (MDCCCVIII) je bilo prestopno leto, ki se je po gregorijanskem koledarju začelo na petek, po 12 dni počasnejšem julijanskem koledarju pa na sredo.

## Rojstva
- 27. januar - David Friedrich Strauss, nemški teolog in biblicist († 1874)
- 20. april - Napoléon III., francoski cesar († 1873)
- 19. avgust - James Nasmyth, škotski inženir, ljubiteljski astronom († 1890)
- 19. november - Janez Bleiweis († 1881)

## Smrti
- 5. maj - Pierre Jean George Cabanis, francoski fiziolog in filozof (* 1757)
- 28. julij – Selim III., sultan Osmanskega cesarstva (* 1761)
- 16. november - Mustafa IV., sultan Osmanskega cesarstva (* 1779)